# Roy-Boissy
Roy-Boissy är en kommun i departementet Oise i regionen Hauts-de-France i norra Frankrike. Kommunen ligger i kantonen Marseille-en-Beauvaisis som tillhör arrondissementet Beauvais. År 2022 hade Roy-Boissy 329 invånare.

## Befolkningsutveckling
Antalet invånare i kommunen Roy-Boissy
| Referens: INSEE |